# Tipula (Acutipula) luctuosa
Tipula (Acutipula) luctuosa is een tweevleugelige uit de familie langpootmuggen (Tipulidae). De soort komt voor in het Palearctisch gebied.